# Queen (album)
Queen er det engelske rockband Queen's debutalbum, udgivet i 1973.
Albummet blev indspillet hos Trident Studios og De Lane Lea Studios, England. Albummet blev produceret af Roy Thomas Baker, John Anthony og Queen.

## Spor
1. Keep Yourself Alive – (May) – (3:47)
2. Doing All Right – (May/Staffell) (4:09)
3. Great King Rat – (Mercury) (5:43)
4. My Fairy King – (Mercury) (4:08)
5. 'Liar – (Mercury) (6:25)
6. The Night Comes Down – (May) (4:23)
7. Modern Times Rock'n'Roll – (Taylor) (1:48)
8. Son And Daughter – (May) (3:20)
9. Jesus – (Mercury) (3:44)
10. Seven Seas Of Rhye – (Mercury) (1:14)

## Hitlister
| Land           | Hitliste          | Hitliste | Salg        | Salg    |
|                | Højeste placering | Uger     | Guld/platin |         |
| -------------- | ----------------- | -------- | ----------- | ------- |
| Storbritannien | 24                | 18       | Guld        | 350,000 |
| USA            | 83                | 9        | Guld        | 800,000 |